# Gartenakademie (Institution)

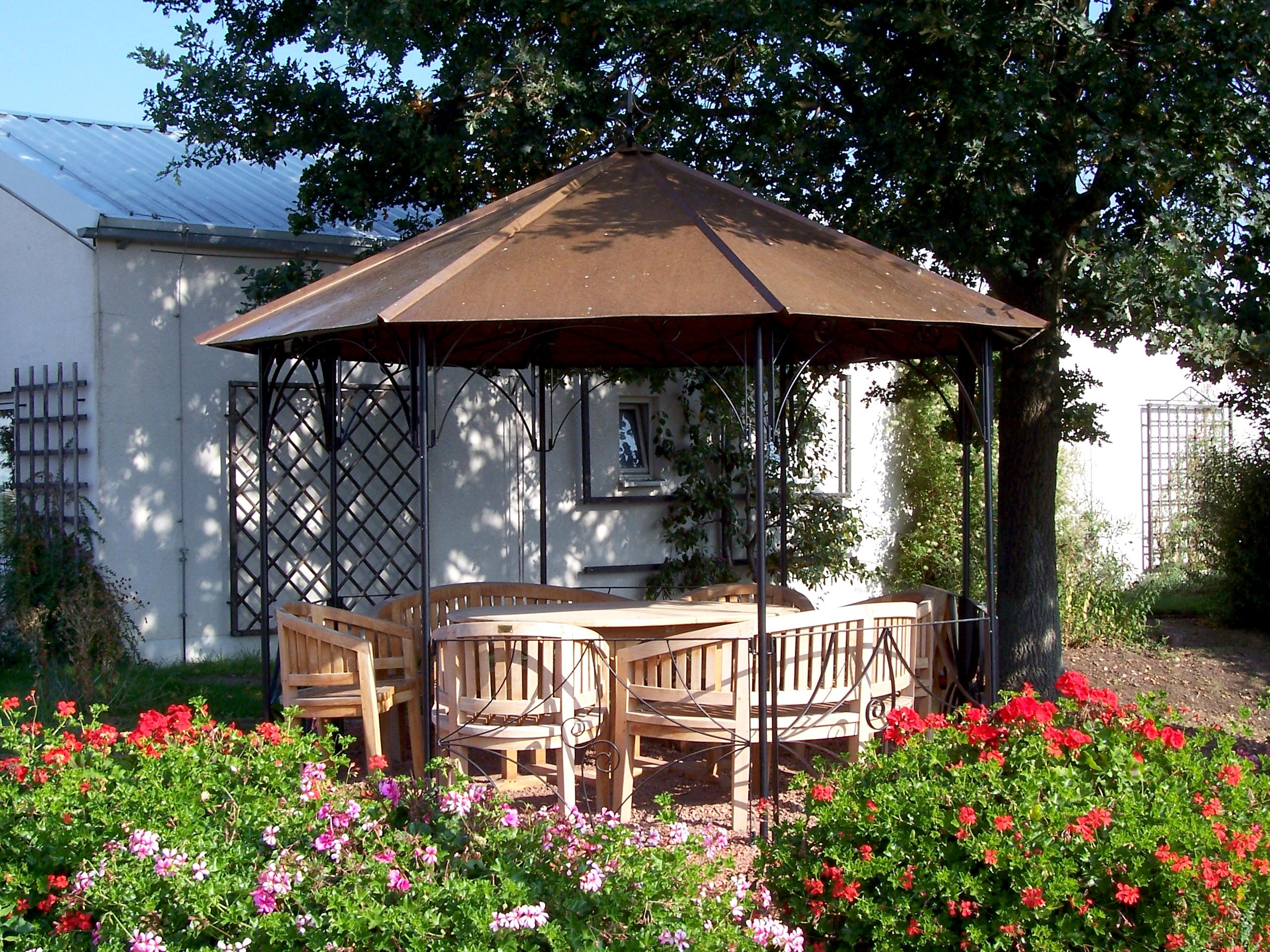
Gartenpavillon der Gartenakademie Rheinland-Pfalz

Unter einer Gartenakademie versteht man eine Bildungs-, Informations- und Beratungsinstitution für den Freizeitgartenbau. Die erste Gartenakademie wurde 1994 
in Veitshöchheim in Bayern gegründet. Mittlerweile bestehen in acht Bundesländern Gartenakademien mit unterschiedlichen Organisationsformen, aber dem gemeinsamen Ziel, den umweltschonenden Freizeitgartenbau zu unterstützen. Sie sind integriert in staatliche Versuchs- und Forschungseinrichtungen für Gartenbau beziehungsweise Landwirtschaftskammern.
Mit einer unabhängigen, kompetenten und neutralen Beratung sollen sie den Freizeitgartenbau, Vereine und Verbände sowie kommunale und berufsständischen Einrichtungen unterstützen. Angeboten werden neben Beratung am „Gartentelefon“ unter anderem auch Seminare, Gartenreisen, Broschüren und Infoschriften.

## Freizeitgartenbau in Deutschland
In Deutschland bewirtschaften etwa 15 Millionen Freizeitgärtner insgesamt eine Fläche von 930.000 ha. Dies entspricht etwa 2,6 % der Gesamtfläche der Bundesrepublik.
Haus- und Kleingärten werden in der Regel ohne erwerbsmäßige Interessen bewirtschaftet. In den letzten Jahren ist jedoch ein Wandel in der Nutzung feststellbar. Dienten die Gärten in früheren Jahren noch vornehmlich der Eigenversorgung mit Obst und Gemüse, so ist in der letzten Zeit der Erholungs- und Freizeitaspekt immer stärker in den Vordergrund gerückt. Informationen zu Themen der Gartengestaltung und vor allem zum Einsatz umweltschonender Kultur- und Bekämpfungsverfahren werden zunehmend mehr nachgefragt.

## Gartenakademien der Länder
- Die Bayerische Gartenakademie[1] ist Teil der Bayerischen Landesanstalt für Weinbau und Gartenbau (LWG) in Veitshöchheim.
- Die preußische Königliche Gärtnerlehranstalt am Wildpark bei Potsdam, 1823 von Peter Joseph Lenné als Europas erste Lehranstalt für Gartenkultur gegründet, 1903 nach Dahlem verlegt, jetzt Teil der Beuth Hochschule für Technik Berlin
- Die Gartenakademie Rheinland-Pfalz[2] hat ihrem Sitz am Dienstleistungszentrum Ländlicher Raum Rheinland-Pfalz in Neustadt an der Weinstraße des Ministeriums für Umwelt, Landwirtschaft, Ernährung, Weinbau und Forsten. Es setzt sich neben der umweltgerechten Bewirtschaftung von Gärten auch für öffentliche und kommunale Grünflächen ein.
- Die Gartenakademie Baden-Württemberg[3] ist dem Ministerium für Ländlichen Raum und Verbraucherschutz Baden-Württemberg unterstellt und hat ihren Sitz an der Staatlichen Lehr- und Versuchsanstalt für Gartenbau in Heidelberg.
- Die Niedersächsische Gartenakademie[4] gehört zum Fachbereich Berufsbildung im Gartenbau der Landwirtschaftskammer Niedersachsen und hat ihren Sitz in der Lehr- und Versuchsanstalt für Gartenbau in Bad Zwischenahn.
- Die Sächsische Gartenakademie[5] untersteht dem Landesamt für Umwelt, Landwirtschaft und Geologie und hat ihren Sitz in Dresden-Pillnitz.
- Die Saarländische Gartenakademie[6] wurde 1996 von der Landwirtschaftskammer für das Saarland in Zusammenarbeit mit dem Verband der Gartenbauvereine gegründet und hat ihren Sitz in Lebach.
- Die Hessische Gartenakademie[7] ist eine Bildungseinrichtung des Landes Hessen und hat Mitarbeiter im Gartenbauzentrum Geisenheim sowie im Landesbetrieb Landwirtschaft Hessen in Kassel.
- Die Gartenakademie Thüringen[8] wurde im März 2010 in Erfurt-Stotternheim gegründet und bietet in Kooperation mit der Erfurter Garten- und Ausstellungs GmbH (ega) Seminare an. Eigene Veranstaltungen werden ebenso angeboten.
- Die gARTenakademie Sachsen-Anhalt[9] wurde im März 2011 gegründet. Sie hat zum Ziel, Gärten und Parks als Begegnungsräume zu entwickeln sowie sie als Orte für Denkmal-, Landschafts-, Natur- & Umweltschutz den nachfolgenden Generationen zu erhalten. Zu diesem Zweck bietet die gARTenakademie Sachsen-Anhalt Schulungen und Fortbildungen in Theorie und Praxis in den Bereichen Gartendenkmalpflege, Gartenkunst und Gartenbau an. Die gARTenakademie hat ihren Sitz in Gardelegen-Zichtau.